# Stenotelegraf

Druckeinheit eines Stenotelegrafen nach M. Cassagnes. Oben rechts die Papierrolle, die über ein System von Walzen und Zahnrädern an den Drucktypen (darunter) vorbeitransportiert wird. Unten im Gehäuse die Elektromagneten.

Der Stenotelegraf, ein Kofferwort aus Stenografie und Telegrafie, war die erste Stenografiermaschine mit elektromechanischem Funktionsprinzip. Erfunden wurde er 1890  von dem Franzosen M(onsieur) Gilbert Alfred Cassagne.
Der Stenotelegraf sollte statt stenografischer Kurzschrift direkt lesbare Klarschrift ausgeben. Angeschlossen an eine telegrafische Leitung sollte er auch Nachrichten in hoher Geschwindigkeit über weite Strecken übermitteln können. Ob er tatsächlich zum Einsatz kam, ist nicht bekannt. Tatsächlich nahm er aber sowohl die Erfindung der ersten elektrischen Schreibmaschine um 1903 wie den modernen elektrischen Maschinenstenografen vorweg.

## Funktionsweise
Als Geber diente die Stenografiermaschine des Italieners Antonio Zucco-Michela, die seit 1880 im italienischen Senat benutzt wurde. Über eine Tastatur konnten wie auf einer Schreibmaschine stenografische Kurzzeichen eingegeben werden, die in ein Alphabet aus 20 Symbolen codiert und mittels Drucktypen und einem Farbband auf einen Papierstreifen gedruckt wurden.
Der Stenotelegraf nun verband jede Taste mit einem Pol einer Batterie, deren anderer Pol an der Erde lag. Die Tasten standen mit den Kontaktplatten einer Verteilerscheibe in Verbindung, über der sich eine metallische Bürste drehte, die den Kontakt zwischen Verteilerscheibe und Leitung herstellte. Auf der Empfangsstelle war eine gleichartige Verteilerscheibe aufgestellt. (Später vergrößerte Cassagnes die Anzahl der Kontaktplatten in der Verteilerscheibe, um bei jedem Umlauf mehr als ein stenografisches Zeichen telegrafieren zu können; statt des Signals einer einzigen Taste werden dann mehrere zugleich übertragen.)

Links: Druckstreifen einer herkömmlichen Stenografiermaschine. Mitte: Druckstreifen in Klarschrift, erzeugt von einem Stenotelegrafen. Rechts: Lochstreifen.

Jeder Tastenkontakt erzeugte so einen elektrischen Impuls, der über eine Leitung zur Druckeinheit übertragen wurde. Die übertragenen Impulse wurden dann mit Hilfe von Elektromagneten, die Drucktypen betätigten, auf einen Papierstreifen übertragen. Ein weiterer Elektromagnet sorgte für den automatischen Transport des Papierstreifens.
Statt einer stenografischen Schrift produzierte der Druck direkt lesbare Klarschrift, eine weitere Innovation. Bis zu 200 Wörter pro Minute sollten damit transkribiert werden können.
Der Stenotelegraf sollte auch über längere Strecken Nachrichten übermitteln können. Über kurze Distanz ließ sich dies einfach bewerkstelligen, indem man die Leitung zwischen Geber und Empfänger verlängerte. Für weitere Verbindungen musste das Signal über Relaisstationen verstärkt werden. Um die Geschwindigkeit der Übertragung zu erhöhen, wurden die stenografischen Signale zunächst in einen Lochstreifen gestanzt. Dieser Lochstreifen wurde dann von einem weiteren Apparat elektrisch abgetastet; die Signale konnten dann theoretisch über weite Strecken übertragen werden, wo sie wiederum von einer Druckeinheit in Kurzschrift transkribiert werden sollten.
Theoretisch sollten so über die Strecke Paris–Marseille (ca. 900 km) 288 Wörter (in Kurzschrift) pro Minute übermittelt werden können. Über die kürzere und daher leitungstechnisch bessere Strecke Paris–Brüssel wollte man sogar 452 Wörter pro Minute erreichen. Damit wurde die Geschwindigkeit eines menschlichen Telegrafen-Operators (geschätzte 25–50 Wörter pro Minute in Klarschrift) um ein Vielfaches übertroffen. Der Stenotelegraf war somit eine Reaktion auf den steigenden Druck an die Nachrichtentechnik, immer größere Mengen an Daten immer schneller übertragen zu müssen.

Schaltkreis des Stenotelegrafen. Links der Sender, rechts der Empfänger.